# Uomo senza età
Uomo senza età è un brano musicale scritto da Francesco Renga e Maurizio Zappatini e presentato da Renga al Festival di Sanremo 2009. Il brano è stato reso disponibile per il download digitale e l'airplay radiofonico a partire dal 18 febbraio 2009. La canzone riprende alcune note della romanza Nessun dorma, parte dell'opera Turandot di Giacomo Puccini.

## Il brano a Sanremo
Dato come uno dei principali favoriti per la vittoria del Festival alla vigilia dell'inizio della manifestazione, Francesco Renga interpreta Uomo senza età sul palcoscenico del teatro Ariston durante la prima serata, il 17 febbraio, superando il primo turno della gara, e passando anche il secondo, il giorno seguente. Durante la quarta serata del festival, il 20, Renga si esibisce con il soprano Daniela Dessì e Roberto Scarpa Meylougan ed accede alla serata finale del Festival. Renga si classificherà al quarto posto, a pari merito con gli altri sei finalisti non arrivati sul podio.

## Il singolo
Uomo senza età ha debuttato nella classifica dei singoli digitali più scaricati in Italia il 20 febbraio 2009 alla decima posizione, scendendo poi alla tredicesima la settimana successiva per poi uscire dalla top 20.

## Video
Il video musicale prodotto per Uomo senza età è stato prodotto dalla casa di produzione The Mob, diretto da Cosimo Alemà e montato da Alessio Borgonuovo. Il video è stato presentato in anteprima sul sito del Corriere della Sera. Nel video Renga interpreta il brano, mentre alcuni attori mascherati si esibiscono sul palcoscenico di un teatro. Alcune frasi del testo della canzone appaiono in sovraimpressione sullo schermo.

## Classifiche
| Paese  | Posizione più alta |
| ------ | ------------------ |
| Italia | 10                 |